# Reuven Feuerstein

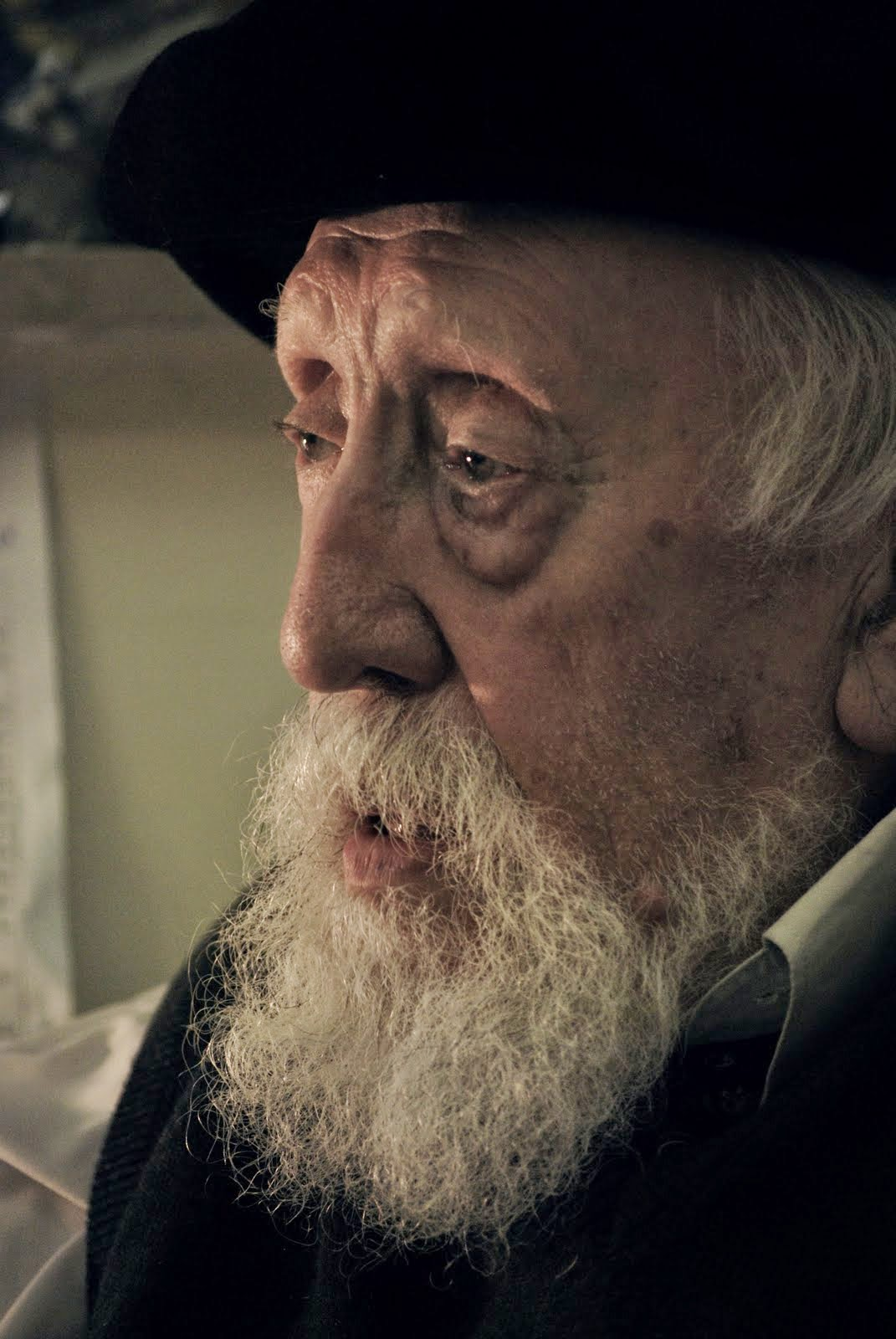
Reuven Feuerstein (2009)

Reuven Feuerstein (* 21. August 1921 in Botoșani, Rumänien; † 29. April 2014 in Israel) war ein israelischer Psychologe. Er war der Gründer und Direktor des Internationalen Zentrums für die Verbesserung des Lernpotentials (ICELP) in Jerusalem. Seit Jahrzehnten finden seine Theorien Anwendung in Grundschulen in über 80 Ländern.
Dem ICELP (International Center for the Enhancement of Learning Potential) steht derzeit (Stand 2019) Reuven Feuersteins ältester Sohn Raphael S. Feuerstein (Rabbi Rafi) als Präsident vor.

## Lebenslauf
Reuven Feuerstein war eines von neun Geschwistern und begann ein Psychologiestudium in Bukarest, musste dieses jedoch abbrechen. Die Invasion durch die Nationalsozialisten veranlasste ihn 1944, aus Rumänien zu fliehen. Nachdem er 1945 in Palästina ankam, widmete er sich dort bis 1948 der Betreuung von Flüchtlingskindern. An der Universität Genf studierte er klinische und allgemeine Psychologie – eine seiner Lehrpersonen war Jean Piaget. 1970 promovierte er mit einer Arbeit über die Entwicklungspsychologie an der Sorbonne in Paris.

## Auszeichnungen
1992 wurde Feuerstein für seine Verdienste im Bereich der Sozialwissenschaften mit dem Israel-Preis ausgezeichnet. Unter anderem erhielt er zwei Ehrendoktorate.